# Oreton
Oreton – wieś w Anglii, w hrabstwie Shropshire. Leży 37 km na południowy wschód od miasta Shrewsbury i 192 km na północny zachód od Londynu.